# Nóvenkoie (Altai)
|  | Per a altres significats, vegeu «Nóvenke». |

Nóvenkoie (en rus: Новенькое) és un poble del krai de l'Altai, a Rússia, que el 2016 tenia 412 habitants. Pertany al districte de Lóktevski.